# Mладен Tимотијевић
Младен Тимотијевић (Београд, 4. јули 1938 — Бања Лука 21. децембар 2018) је био српски и југословенски фудбалер.
У ФК Црвена звезда играо је за млађе селекције и био је кандидат за први тим. Наступао је за Челик, Вележ и Борац из Бања Луке. У Бања Луку је стигао 1959. За бањалучки Борац наступао је осам година. Био је члан чувеног тима из 1961. који је Борац увео у Прву савезну лигу Југославије. Након завршетка фудбалске каријере 1967. посветио се судијском позиву. Пензионерске дане провео је у Бањој Луци. Преминуо је 21. децембра 2018. у Бањој Луци. Сахрањен је 24. децембра 2018. на бањолучком Новом гробљу.
Добитник је повеље Подручног фудбалског савеза Бања Лука.